# 睡眠學

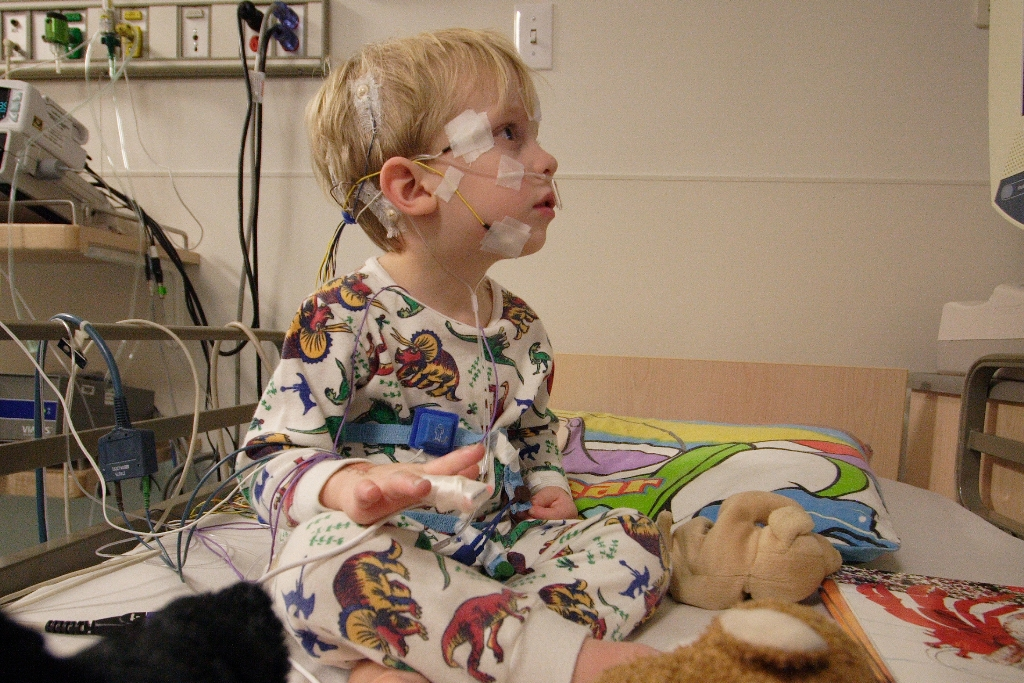
儿童 多导睡眠图 患者 ， 儿童医院（圣路易斯） ，2006年

睡眠學（英語：somnology）是有關睡眠的科学研究。它包括睡眠障碍和紊亂行为的临床研究和治疗。睡眠医学是睡眠学的一个分類。

## 历史
在脑电图发明之后，Harvey和Loomis在1936年确定了睡眠有分阶段，Walter和Dovey首次描述了δ波和θ波，1953年更发现了REM睡眠。1965年发现睡眠呼吸暂停。 1970年，斯坦福大学建立了第一个临床睡眠实验室。 Krupke于1978年制造了第一台紊亂记录仪，并于1981年创建了连续气道正压通气疗法和懸壅垂顎咽整形術。 
睡眠障碍中心协会考试委员会（现为美国睡眠医学研究院 ）成立于1978年，负责睡眠管理测试。直至1989年，成立了美国睡眠医学委员会来管理检查工作，并最终于1991年繼承了检查委员会的所有职责。在美国，美国睡眠医学委员会開始向医生和非医师授予睡眠医学证书。但是，董事会不允许未经医疗许可的人實施药物治療。

## 睡眠障碍的国际分类
1990年，美國睡眠醫學科學院（國際睡眠研究學會、日本睡眠研究學會、拉丁美洲睡眠學會協助）於1990年發佈国际睡眠障碍分类，它為科学家和诊断学家的主要参考书。書內把睡眠障碍分为四个不同的类别：失眠、多眠、与精神、神经或其他医学状况有关的睡眠障碍。ICSD使用以下分類为每种睡眠障碍创建了全面的描述。
- 同义词和关键字–本节介绍用于描述疾病的术语和短语，并在适当时提供有关疾病首选名称的说明。
- 基本特征–本节介绍该疾病的主要症状和特征。
- 相关功能–本节介绍经常出现但并不总是存在的功能。 此外，此处列出了由疾病直接引起的并发症。
- 病程–本节介绍未治疗的疾病的临床病程和结局。
- 易患因素–本节介绍增加患者患上睡眠障碍的内部和外部因素。
- 患病率–本节（如果已知）描述患有或患有这种疾病的人的比例。
- 发病年龄–本部分介绍临床特征首次出现的年龄范围。
- 性别比率–本节介绍了每种性别中诊断出疾病的相对频率。
- 家族模式–本节描述是否在家庭成员中发现了这种疾病。
- 病理学–本节描述了疾病的微观病理学特征。如果尚不清楚，则描述疾病的病理。
- 并发症–本节描述了由于疾病可能引起的任何可能的疾病或并发症。
- 多导睡眠图特征–本节描述该疾病在多导睡眠图下的出现方式。
- 其他实验室功能-本节介绍其他实验室测试，例如血液测试和脑成像。
- 鉴别诊断–本节介绍症状相似的疾病。
- 诊断标准–此部分包含可以进行明确诊断的标准。
- 最低标准–此部分用于一般临床实践，用于进行临时诊断。
- 严重性标准–此部分分为三部分，分为“轻度”，“中度”和“严重”，并描述了严重性标准。
- 持续时间标准–此部分允许临床医生确定疾病的持续时间，并将持续时间分为“急性”，“亚急性”和“慢性”。
- 参考书目–本节包含参考。

## 诊断工具
睡眠学家使用各种诊断工具来确定睡眠障碍或不规则行为的性质。这些工具中可以是主观的，例如睡眠日记或睡眠问卷。患者入睡时則使用其他诊断工具，例如多导睡眠监测仪和心动描记仪。 

### 睡眠日记
睡眠日记為患者制作的每日日志，其中包含有关睡眠质量和数量的信息。 这些信息包括睡眠开始时间、睡眠潜伏期、夜间醒来次数、卧床时间、白天小睡、睡眠质量评估、使用催眠药、使用酒精和香烟以及可能影响人睡眠的异常事件。 通常在拜访一位睡眠医生之前，要制作一两个星期的日志。、睡眠日记可以与腕動計结合使用。 

### 睡眠问卷
睡眠问卷通过要求患者填写有关其睡眠的情況来帮助确定是否存在睡眠障碍。这些问卷包括Epworth嗜睡量表、 Stanford嗜睡量表和睡眠时间问卷。 
Epworth嗜睡量表用于测量一般的睡眠倾向，并要求患者在八种不同情况下打瞌睡的几率；而斯坦福大学嗜睡量表則要求患者通过七点测试来记录他们的嗜睡感。睡眠时间问卷則為一项10分钟的自我管理测试，可代替2周的睡眠日记。问卷可以有效地确定睡眠時間，例如就寝时间，唤醒时间，睡眠潜伏期和入睡後的唤醒时间。 

### 腕動計
腕動計可以评估睡眠/唤醒方式，而不必局限于实验室。監護儀則是小型的腕上运动仪器，可以记录长达数周的活动。 睡眠和清醒是通过使用一种運算来确定的，该運算可分析患者的运动以及睡眠日记所紀錄的睡眠和唤醒时间。 

### 体检
身體检查可以确定是否存在其他可能导致睡眠障碍的医学状况。

### 多导睡眠图
多导睡眠图包括在睡眠期间连续监测多个生理变量。 这些变量包括脑电图、眼电图、肌电图和心电图以及气流、氧合和通气测量。脑电图测量皮层内神经元躯体和树突的电压活动、眼电图测量角膜和视网膜、肌电图通过测量骨骼肌来识别REM睡眠，心电图则用于测量心率和心律。 需要特别指出的是，由于EEG设备不够灵敏，无法测量单个神经元，因此EEG特别是总是指一组神经元。 

#### 气流测量
气流测量可用于确定呼吸暂停，可通过气速描记法 、鼻压、热传感器和呼出的二氧化碳进行测量。气速描记法可以测量吸入和呼气之间的压力差；鼻压可以像气描记法一样帮助确定是否還存在气流；热传感器可以检测吸入和呼出的空气之间的温度差，而二氧化碳监测則可以检测呼氣時的二氧化碳差。 

#### 氧气和通气测量
氧合和通气的监测对于评估与睡眠有关的呼吸障碍非常重要。但是，由于氧气值在睡眠过程中经常变化，因此必须进行重复测量以确保准确性。直接测量动脉血氧张力仅能提供静态，而有创程序中进行的重复测量（例如从动脉血中采集氧气）会干扰患者的睡眠。因此，首选非侵入性方法，例如脉搏血氧仪 ， 经皮氧气监测 ， 经皮二氧化碳和脉搏通过时间 。 
脉搏血氧饱和度法可测量周围毛细血管（例如手指）中的氧合作用。然而，Bohning撰写的一篇文章指出，由于设备中信号处理的差异，脉搏血氧饱和度法可能无法精确地用于阻塞性睡眠呼吸暂停的诊断。 
经皮氧气和二氧化碳监测分别测量皮肤表面上的氧气和二氧化碳，而脉冲传播时间则测量动脉脉冲传播波的传播时间。对于后一种情况，当一个人从睡眠中唤醒时，其脉冲传输时间会增加，这对于确定睡眠呼吸暂停很有用。 

### 打鼾
打鼾可以通过麦克风检测，并且可能是阻塞性睡眠呼吸暂停的症状。

### 多次睡眠延迟测试
多重睡眠潜伏期测验 （MSLT）可以根据睡眠潜伏期（某人所花费的时间）来衡量一个人在安静时期入睡的生理趋势。 MSLT通常在夜间多导睡眠图检查后执行，以确保足够的睡眠时间并排除其他睡眠障碍。

### 維持覺醒测试
维持觉醒测试（MWT）衡量一个人在一定时间内保持清醒的能力，本质上是衡量一个人一天中可以保持清醒的时间。 该测试需要人远离可能影响睡眠的因素，例如温度、光线和噪音。此外，还强烈建议患者在测试之前或测试期间不要服用任何催眠药、喝酒或吸烟。 在患者躺在床上后，测量躺下和入睡之间的时间，并将其用于确定白天的嗜睡程度。 

## 治疗方法
尽管睡眠學不一定意味着睡眠医学 ，但睡眠学家可以使用行为、机械或药理学方法来纠正睡眠障碍。 

### 行为治疗
行为疗法往往是所有疗法中处方最明确，成本效益最高的一种。这些疗法包括运动、认知行为疗法、放松疗法、冥想和改善睡眠。 改善睡眠状况包括使患者定期入睡、阻止患者白天小睡或建议他们睡在不同的位置。 

### 机械治療
机械治疗主要用于减少或消除打鼾，可以是直接性的也可以是非直接性的。打鼾的外科手术方法包括骨硬化技术、耻骨联合睑板、懸壅垂顎咽整形術和葡萄膜切除术 ，而非直接性手术包括持续的气道正压通气 ， 止鼾器和舌保持装置 。 

### 药理治疗
药物治疗是以化学方式治疗睡眠障碍，例如失眠或白天过度嗜睡。用于治疗睡眠障碍的药物包括： 抗惊厥药、抗麻醉药、抗帕金森病药物、苯二氮卓类药物、非苯二氮卓类的安眠药和阿片类药物以及褪黑激素和褪黑激素受体刺激剂。抗惊厥药、鸦片剂和抗帕金森氏症药物通常用于治疗不寧腿综合症。此外，褪黑激素、苯二氮卓安眠药和非苯二氮卓安眠药可用于治疗失眠。 最后，抗癫痫药有助于治疗发作性睡病和白天过度嗜睡。 
特别令人关注的是苯二氮卓类药物，它通过提高GABA的效率来减少失眠。GABA通过提高放电阈值来降低神经元的兴奋性。苯二氮卓使GABA受体更好地与GABA结合，从而使药物诱发睡眠。
通常，这些治疗是在行为治疗失败后进行的。 诸如镇定剂之类的药物虽然可能在治疗失眠方面效果很好，但存在滥用的风险，这就是为什么这些疗法不是首选的原因。但一些睡眠障碍，例如发作性睡病确实需要药物治疗。

## 參看
- 睡眠
- 醫學
- 失眠
- 睡眠障礙